# Cyrtauchenius talpa
Cyrtauchenius talpa är en spindelart som beskrevs av Simon 1891. Cyrtauchenius talpa ingår i släktet Cyrtauchenius och familjen Cyrtaucheniidae. Inga underarter finns listade i Catalogue of Life.